# Matthiola
Matthiola es un género de plantas herbáceas, anuales o bianuales. Se caracterizan por la pilosidad de tallos y hojas. Florecen en invierno o primavera, produciendo flores de colores variados y muy fragantes, usadas con frecuencia en ornamentación.  Comprende 138 especies descritas y de estas, solo 22 aceptadas.

## Descripción
Son hierbas anuales o perennes, generalmente arbustivas, erectas, ramificadas, a menudo densamente pubescentes con pelos ramificados o estrellados, raramente glandulares o subglabras. Hojas pinnatisectas, por lo general con hojas oblanceolados a ovadas, las superiores hacia sésiles. Las inflorescencias en racimos laxos, con pocas a muchas flores. Las flores suelen ser grandes, de color blanco o rosado; con pedicelos generalmente cortos, ± engrosados en las frutas. Sépalos erectos. Pétalos generalmente cerca de dos veces más largos que los sépalos,-con garras largas, lineares a oblongo-obovadas. Estambres 6, los filamentos sin apéndices; anteras a menudo lineales, agudas. El fruto es una silicua larga y comprimida con válvas de sub-convexas,  biloculares, dehiscentes, válvas con una vena central distinta, ± pubescentes, raramente glandular; con muchas semillas, suborbiculares, a menudo estrechamente aladas.

## Taxonomía
El género fue descrito por William Townsend Aiton y publicado en Hortus Kewensis; or, a Catalogue of the Plants Cultivated in the Royal Botanic Garden at Kew. London (2nd ed.) 4: 119. 1812.
Etimología
Matthiola: nombre genérico que está dedicado al médico y botánico italiano Pietro Andrea Gregorio Mattioli.

## Especies seleccionadas
Matthiola fruticulosa

Matthiola incana

Matthiola livida

Matthiola longipetala

Matthiola lunata

Matthiola parviflora

Matthiola perennis

Matthiola sinuata

Matthiola tricuspidata